# 林優樹
林 優樹（はやし ゆうき、2001年10月29日 - ）は、京都府京都市伏見区出身のプロ野球選手（投手）。左投左打。東北楽天ゴールデンイーグルス所属。

## 経歴

### プロ入り前

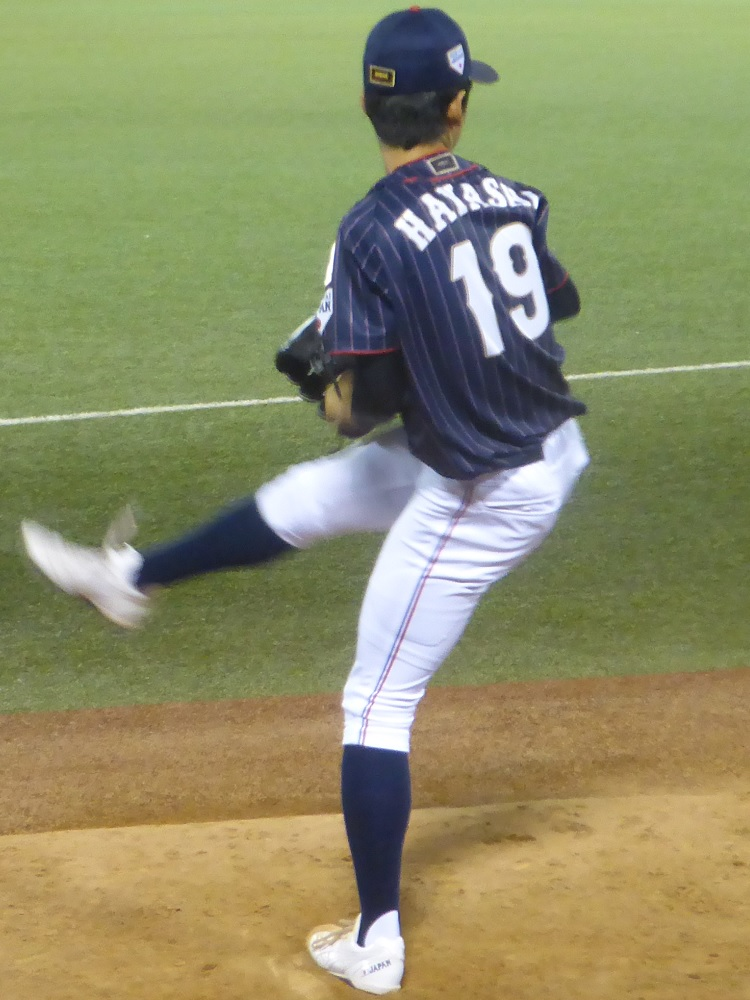
2019年8月26日 U-18日本代表

小学校では向島シャークス、中学校では京都八幡リトルシニアでプレー。
近江高等学校へ進学。1学年下に土田龍空がいる。2年春の第90回記念選抜高等学校野球大会で甲子園初登板。同年夏の第100回全国高等学校野球選手権記念大会では背番号18を背負い、毎試合に登板。3回戦の常葉菊川高校戦では先発に起用され、5回まで無安打に抑え8回1失点11奪三振と流れを作り、チームを勝利に導いた。準々決勝となった金足農業高校戦で9回にサヨナラ2ランスクイズを喫し敗退。マウンドに立ち尽くす林の姿は大会を象徴する一幕として繰り返し取り上げられた。背番号1を背負って迎えた3年夏の第101回全国高等学校野球選手権大会は初戦（2回戦）で東海大相模高校と対戦。遠藤成と投げ合い9回を完投するも、味方の失策なども絡み1-6で敗れた。その後、第29回 WBSC U-18ベースボールワールドカップ日本代表に選ばれる。
プロ志望届を出すも指名漏れし、社会人の西濃運輸へ進む。1年目は故障もあり体づくりに専念。食事も改善した結果球速が15キロ上がり、2022年の都市対抗予選では自己最速となる147km/hを記録した。
2022年10月20日に行われたドラフト会議にて、東北楽天ゴールデンイーグルスから6巡目で指名を受け、11月11日、契約金3000万円、年俸800万円で入団に合意した（金額は推定）。担当スカウトは山田潤。背番号は福山博之から64を継承した。

### 楽天時代
2023年はファームで24試合に救援登板し、防御率2.18を記録。7月には一時出場選手登録もされたが、登板機会がないまま抹消され一軍デビューとはならなかった。オフには左肘の左肘頭スクリュー抜釘・左肘観血的固定術を受けた。
2024年はリハビリに専念し、実戦復帰は9月29日までずれ込んだ。
2025年は6月12日までにファームで18試合に登板し、0勝1敗、防御率4.43という成績だったが、鈴木翔天が離脱したこともあり、この日に一軍昇格した。しかしまたしても登板機会がないまま、同14日に抹消され一軍デビューとはならなかった。ファームで6試合に登板して防御率を3.86まで改善させて7月6日に再び一軍昇格したが、ここも登板機会がないまま同9日に再び登録抹消された。

## 選手としての特徴
右足を大きく上げる2段モーションが特徴的なスリークォーターから最速151km/hのストレート、スライダー、カーブ、チェンジアップを投じる。
西濃運輸の佐伯尚治監督が「コントロール良く、バッターを見て投げられるのが彼の良さ」と話したように、コントロールと投球術が高く評価されている。

## 詳細情報

### 背番号
- 64（2023年[8] - ）

### 代表歴
- 2019 WBSC U-18ワールドカップ 日本代表

## 関連情報

### 出演
CM
- 朝日放送テレビ・テレビ朝日『熱闘甲子園』（2024年）
  - 第106回全国高等学校野球選手権本大会の期間中に、朝日放送テレビが制作する試合中継内で随時放送。近江高校2年時の夏に第100回本大会へ出場した際に取材を受けていたことを背景に、この大会の金足農業戦でサヨナラ負けを喫したシーン（詳細前述）を表現したアニメーションに、「林優樹」名義でナレーションを付けている。